# Isabel Díaz Ayuso
Isabel Natividad Díaz Ayuso (Madrid, 17 de octubre de 1978) es una periodista y política española, presidenta de la Comunidad de Madrid desde agosto de 2019 en tres legislaturas consecutivas y presidenta del Partido Popular de la Comunidad de Madrid desde mayo de 2022.Ha sido diputada de la Asamblea de Madrid y viceconsejera de Presidencia y Justicia del Gobierno autonómico, y llegó por primera vez a la presidencia de la Comunidad de Madrid en 2019 gracias a una coalición con Ciudadanos y un pacto con Vox. Luego ganó las elecciones anticipadas que convocó en 2021. En unas terceras elecciones, en mayo de 2023, se proclamó vencedora por segunda vez, esta vez por mayoría absoluta. Esta mayoría absoluta le permitió en su tercer mandato un gobierno integrado únicamente por el PP.

## Biografía
Nacida el 17 de octubre de 1978 en Madrid en el seno de una familia residente en el distrito de Chamberí, donde se crio y donde aún reside. Sus padres se dedicaban al comercio de artículos médicos; su padre, Leonardo Díaz, falleció en 2014 tras tres años aquejado de demencia senil. Su familia paterna es originaria del municipio abulense de Sotillo de la Adrada.
Licenciada en Periodismo por la Universidad Complutense de Madrid y máster en Comunicación Política y Protocolo, aunque algunos medios califican este máster de curso. Trabajó en medios de comunicación en España, Irlanda (en una emisora de radio) y Ecuador (en una productora de televisión). Aun así el PP ha llevado a los Tribunales al Consejo de Transparencia para no dar a conocer su verdadero Curriculum.
Afiliada al Partido Popular (PP) en 2005, cuando Pablo Casado era el presidente de Nuevas Generaciones en Madrid, en 2006 fue fichada por Alfredo Prada —consejero de Justicia e Interior del Gobierno la Comunidad de Madrid— para su departamento de prensa, donde se ganó la confianza de Esperanza Aguirre, para la que creó y gestionó la cuenta de Twitter de su perro Pecas (aunque la propia Ayuso solo ha reconocido la creación de dicho perfil). Especializada en comunicación política, dirigió el área virtual del PP de Madrid y estuvo al cargo de la campaña digital de Cristina Cifuentes en 2015. También ha sido presidenta del Comité de Afiliaciones del PP de Madrid y responsable del área nacional de comunicación digital del PP. Casada y divorciada con anterioridad, mantuvo una relación con el peluquero Jairo Alonso desde 2016 hasta noviembre de 2020.

## Trayectoria
Candidata de la lista del PP para las elecciones a la Asamblea de Madrid de 2011, no fue elegida entonces diputada. Entró en la ix legislatura del parlamento regional el 15 de julio para cubrir la vacante por renuncia de Engracia Hidalgo. Renovó su acta de diputada en las elecciones de 2015. Durante la x legislatura ejerció de portavoz adjunta de su grupo en la Asamblea de Madrid, posición que abandonó en septiembre de 2017, junto con su condición de diputada, con motivo de su nombramiento como viceconsejera de Presidencia y Justicia del Gobierno autonómico. Durante las IX y X legislaturas ejerció como portavoz en las comisiones de Telemadrid y de Cultura y Turismo, además de vocal en las comisiones de Educación y Deporte y en la de Presidencia, Justicia y Portavocía del Gobierno. En mayo de 2018 fue nombrada vicesecretaria de Comunicación y portavoz del PP de Madrid.

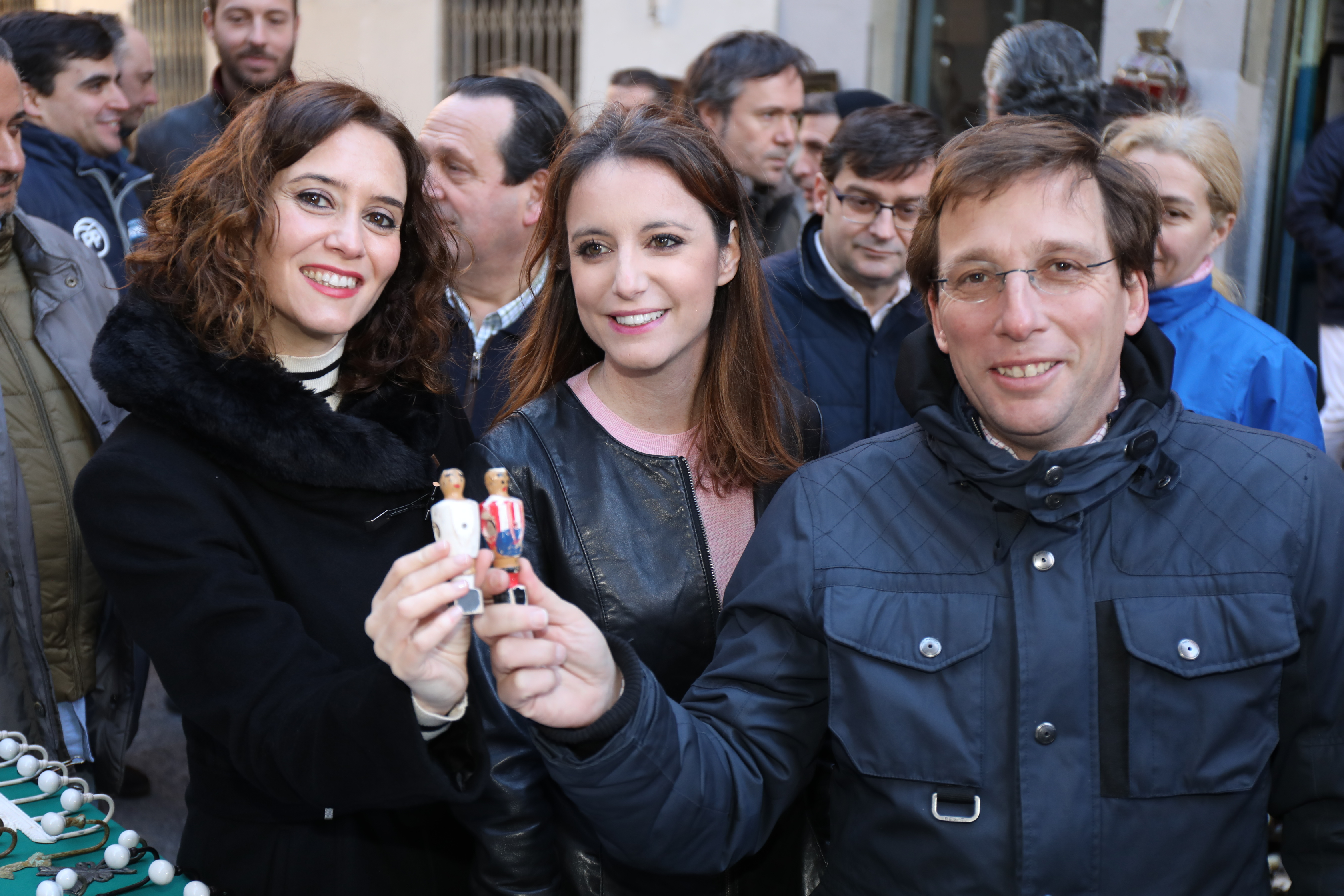
Isabel Díaz Ayuso junto a José Luis Martínez-Almeida y Andrea Levy Soler realizan un paseo por El Rastro de Madrid

El 11 de enero de 2019 se conoció la decisión del presidente del PP, Pablo Casado, de designarla cabeza de lista de su partido de cara a las elecciones a la Asamblea de Madrid de 2019, donde se postuló como candidata a la presidencia de la Comunidad de Madrid.

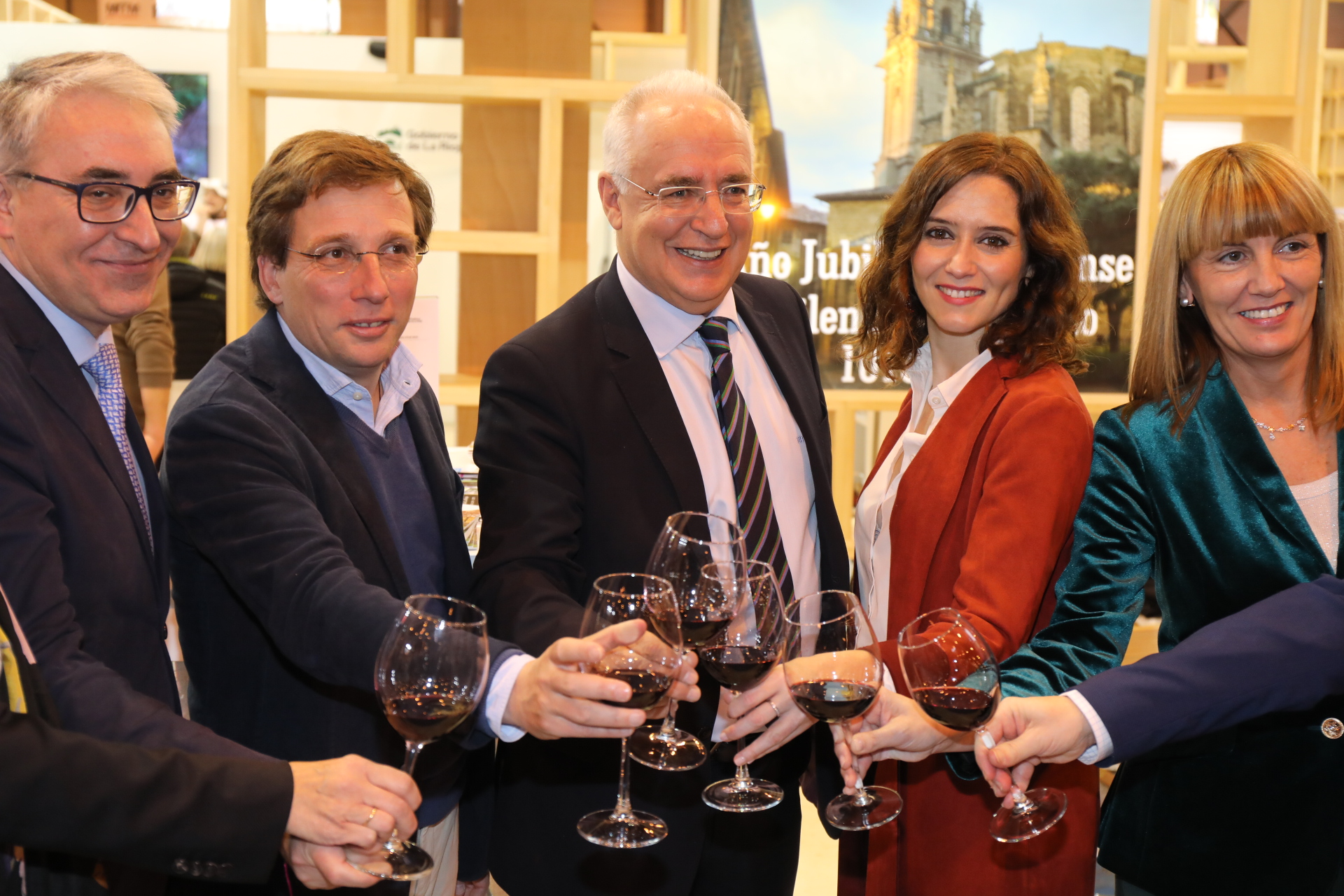
Isabel Díaz Ayuso y José Luis Martínez-Almeida acompañan a Pablo Casado, Presidente del Partido Popular en su visita a FITUR 2019

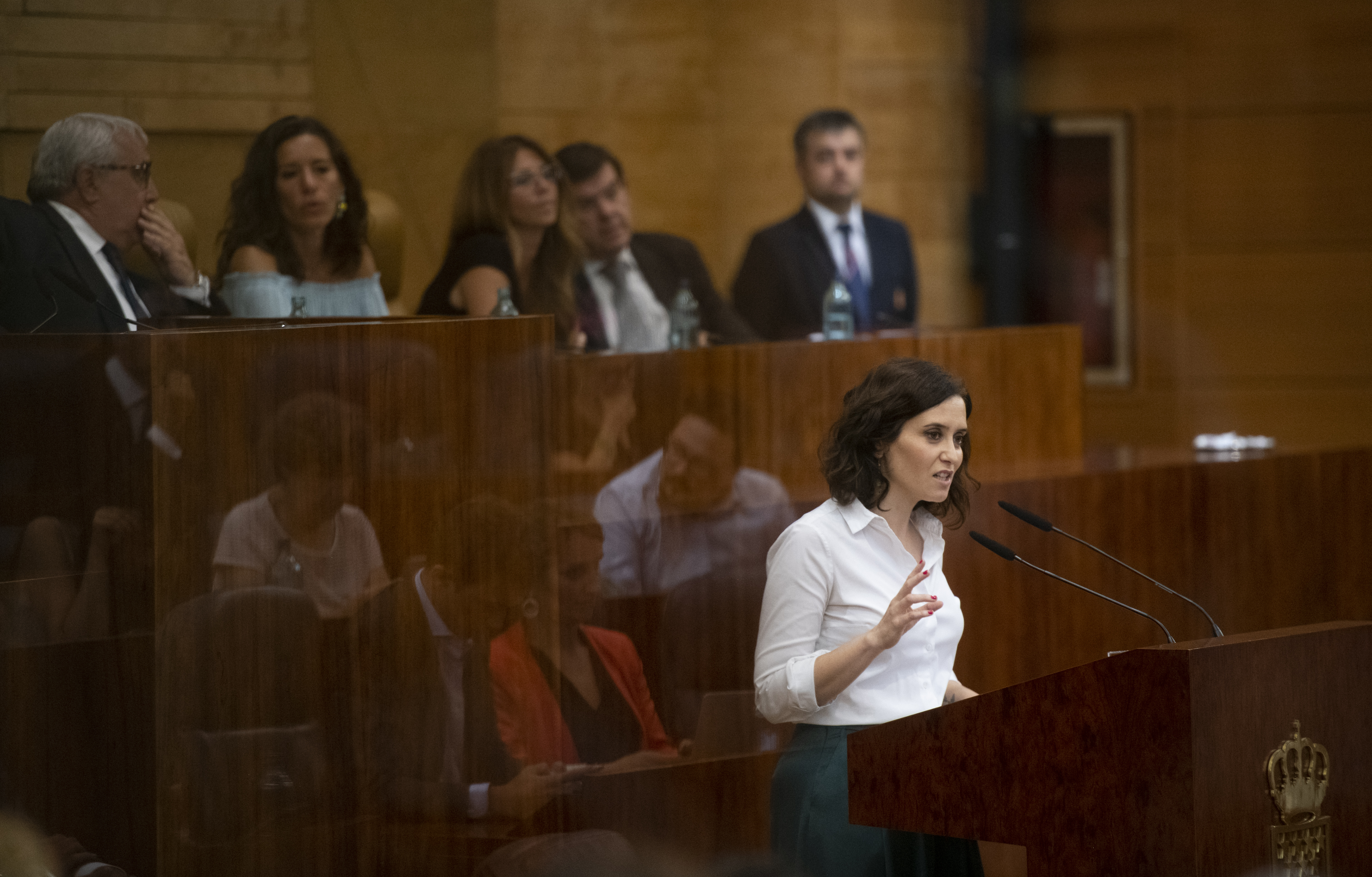
Isabel Díaz Ayuso interviniendo durante la sesión del pleno correspondiente a su investidura como presidenta regional

## Presidencia de la Comunidad de Madrid

### Primer Gobierno (2019-2021)

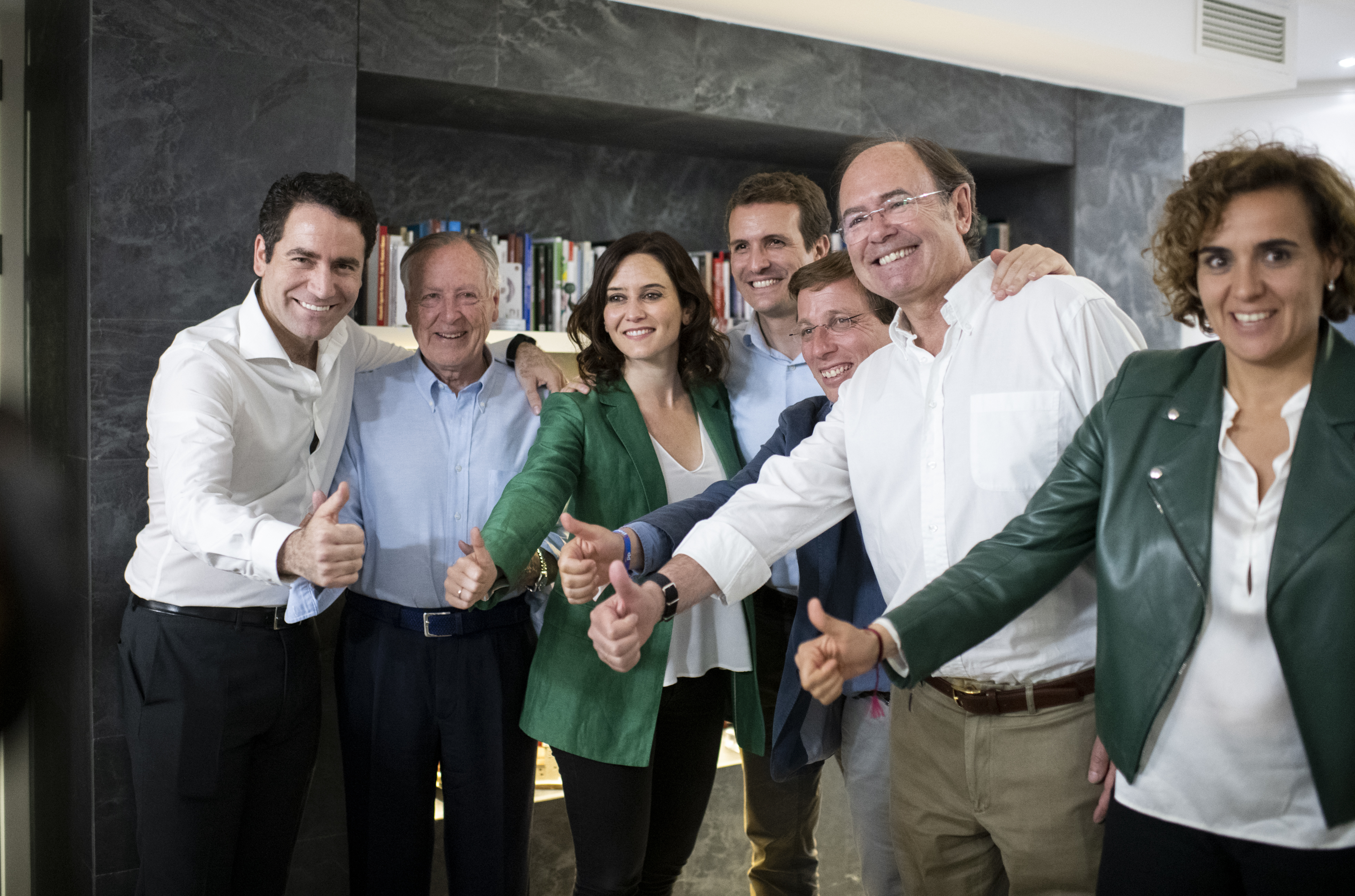
Celebrando los resultados de las elecciones autonómicas en Madrid de 2019

En las elecciones del 26 de mayo de 2019, la lista del PP obtuvo un 22,23 % de votos válidos y 30 escaños, la segunda lista más votada después de la del PSOE, lista más votada con un 27,31 % de votos válidos y 37 escaños. A pesar de los resultados, Isabel Díaz Ayuso fue elegida posteriormente presidenta por la Asamblea de Madrid gracias a un pacto de gobierno con Ciudadanos y el apoyo externo de Vox.
Fue propuesta como candidata a la presidencia de la Comunidad de Madrid por el presidente de la Asamblea de Madrid Juan Trinidad, que había impedido anteriormente una sesión de investidura de Ángel Gabilondo programando una sesión de investidura sin candidato en julio de 2019.
Díaz Ayuso fue investida como presidenta del Gobierno regional el 14 de agosto, con 68 votos a favor (correspondientes a los diputados de los grupos parlamentarios Popular, de Ciudadanos y Vox en Madrid) y 64 en contra (correspondientes a los diputados de los Grupos Parlamentarios Socialista, Más Madrid y Unidas Podemos-Izquierda Unida-Madrid en Pie).
En enero de 2020 fichó a Miguel Ángel Rodríguez como jefe de Gabinete. Su vicepresidente, Ignacio Aguado, explicó entonces su desacuerdo con la decisión, si bien declaró que la respetaba.

#### Gestión de la pandemia de COVID-19
A los seis meses de su investidura como presidenta de la Comunidad de Madrid, la pandemia de COVID-19 alcanzó España con especial virulencia en la Comunidad de Madrid. Antes de que el Gobierno decretara el estado de alarma el 14 de marzo de 2020, el Gobierno de la Comunidad de Madrid anunció el cierre de los centros de ocio de mayores el 6 de marzo, el de los centros educativos (colegios, institutos y universidades) el 9 de marzo y de ocio, espectáculos y acontecimientos deportivos el 11 de marzo. También adoptó medidas de protección en transporte público, y rebajas fiscales en el pago del Impuesto sobre Actividades Económicas (IAE) y el IBI de locales de ocio, hostelería y comerciales, agencias de viaje y grandes superficies, con la condición de que mantuvieran los puestos de trabajo hasta final de año. Se suspendió la actividad presencial en todas las oficinas de Atención al Ciudadano de la Comunidad, y se fomentó el teletrabajo en la administración pública así como en ciertas empresas del sector privado durante la desescalada.
Ante la saturación de los servicios hospitalarios, se medicalizaron hoteles en Madrid para los pacientes leves. Para poder aliviar la sobrecarga de los hospitales, en tan solo 48 horas el Gobierno de la Comunidad de Madrid, junto con el Ministerio de Sanidad y la Unidad Militar de Emergencias, levantó el Hospital de IFEMA en el recinto ferial de IFEMA. Con 35 000 m² de superficie, se habilitaron 5500 camas para pacientes hospitalizados y en UCI infectados por COVID-19. Hasta su cierre el 1 de mayo, atendió a 4000 personas.
El 16 de marzo, la presidenta dio positivo por coronavirus, permaneciendo en aislamiento domiciliario hasta el 10 de abril, cuando fue dada de alta. Por este motivo, dejó de comparecer ante la Asamblea de Madrid, manteniéndose la cámara cerrada durante más de un mes, hasta que pidió su comparecencia voluntaria en la Asamblea el 2 de mayo.
- Intervención del ejército

No solicitó la intervención sanitaria del ejército en residencias de ancianos por carecer este de medios suficientes, en opinión de la presidenta, quien dio más importancia a las solicitudes de material sanitario. No obstante, su socio de gobierno (Ciudadanos) solicitó igualmente la intervención de las fuerzas armadas. Durante la crisis del coronavirus, fletó veinte aviones procedentes de China cargados con más de 1500 toneladas de material sanitario para la región en un momento de escasez mundial de productos del ámbito de la sanidad.
- Comida rápida

También en marzo de 2020, tras la declaración del estado de alarma, Ayuso procedió a rescindir los contratos de todas las concesionarias de comedores escolares, y contrató por dos meses a franquicias de comida rápida como Telepizza, Rodilla o Viena Capellanes para alimentar a los menores de familias que contaban con un precio reducido en los comedores por ser beneficiarias de la renta mínima de inserción (RMI). En el pleno de la Asamblea celebrado el 29 de abril Ayuso justificó estas medidas y afirmó que, dada la incapacidad de la administración para hacerlo, las cadenas de distribución de estas empresas habían posibilitado el reparto. El 18 de mayo acabó el acuerdo temporal con las empresas mencionadas, regresando a los menús habituales de antes de la crisis.
- Dimisión de la directora general de Salud Pública

En mayo de 2020, solicitó el paso de la fase 0 a la fase 1 del confinamiento, posición que adoptó al parecer tras mantener una reunión con empresarios y visitar el Banco de Alimentos. Su directora general de Salud Pública, Yolanda Fuentes, dimitió entonces en desacuerdo con la decisión por, según ella, «no estar basada esta en criterios de salud». Fue sustituida por Elena Andradas, quien entre 2015 y 2018 ocupó en el Ministerio de Sanidad la dirección general de Salud Pública, Calidad e Innovación, del que dependía, entre otros organismos, el Centro de Coordinación de Alertas y Emergencias Sanitarias.
- Contrato con Cake Minuesa

Adjudicó, mediante el procedimiento de emergencia, un contrato de 30 000 euros a Caelum Producciones S.L, del reportero Cake Minuesa, para realizar vídeos de la campaña de publicidad sobre el coronavirus (con una duración de contrato, según el portal de contratación, de 8 días).
- Acuerdo con los sindicatos

El 24 de julio de 2020, firmó un acuerdo con los sindicatos CCOO, CSIT-UP, UGT y CSIF para regular el teletrabajo de los empleados públicos de la administración de la Comunidad de Madrid. En declaraciones de la propia Díaz Ayuso, «este acuerdo busca dotar de mayor autonomía a los empleados públicos basado en la flexibilidad, la conciliación y el trabajo por resultados».
- Dimisión del consejero de Política Social por la gestión de las residencias de ancianos

El 3 de octubre, el consejero Alberto Reyero (Cs), responsable de la Consejería de Política Social y que ya había mantenido un enfrentamiento al inicio de la pandemia con el consejero de Sanidad, Enrique Ruiz Escudero, sobre la gestión de la pandemia, anuncia su dimisión del Gobierno a causa de la aprobación de un documento en el que se negaba la derivación a hospitales de las personas mayores enfermas que vivían en residencias de la Comunidad de Madrid. Así mismo, menciona la necesidad de «la unidad de las instituciones» como la vía más exitosa para derrotar al virus, criticando el enfrentamiento entre el Gobierno regional y el central. Sin embargo, el día 9 del mismo mes, el Gobierno de Pedro Sánchez decreta el estado de alarma en la región tras la negativa de Díaz Ayuso de hacerlo y la falta de comunicación entre ambas administraciones.
- Dimisión de los responsables de Atención Primaria y de Hospitales

El 20 de octubre, los responsables de Atención Primaria y de Hospitales del ejecutivo de Díaz Ayuso anuncian también su dimisión.
- Inauguración del hospital Isabel Zendal

El 1 de diciembre de 2020, inauguró el Hospital de Emergencias Enfermera Isabel Zendal, un centro de emergencias construido en un tiempo récord de cuatro meses. Este recinto sanitario, especializado en pandemias, adquirió relevancia en la tercera ola que tuvo lugar a finales del mes siguiente, convirtiéndose en el hospital con más pacientes enfermos de COVID-19 en España. La presidenta recibió críticas por haber destinado más de cien millones de euros en la construcción de este hospital, que no contaba con quirófanos ni servicio de Urgencias, en lugar de haber contratado a más sanitarios, además de presentar sobrecostes derivados de la construcción, lo que motiva un nuevo enfrentamiento con la oposición regional.
- Premio Bruno Leoni

Por sus políticas contra COVID-19, críticas a los cierres indiscriminados y destinadas a preservar las libertades individuales y la actividad económica, Ayuso fue galardonada con el Premio Bruno Leoni, en Milán. El premio lo concede el Instituto Bruno Leoni, un centro de estudios de inspiración liberal, y es la primera vez que se selecciona a una personalidad del Gobierno actual. Anteriormente habían sido galardonados premios Nobel (Vernon L. Smith y Mario Vargas Llosa), intelectuales (Richard Pipes y Deirdre McCloskey) y reconocidos activistas por la democracia (Leopoldo López y Canan Arin). Además, Ayuso recibió el Premio Cambio 16 al Mejor Político del Año por su «determinación y firmeza en la defensa de la libertad».
- Sentencia del Tribunal Supremo

El 4 de febrero de 2022, el Tribunal Supremo confirmó parcialmente una sentencia del Tribunal Superior de Justicia de Madrid, y condenaba a la Comunidad por vulnerar derechos laborales fundamentales de los sanitarios de atención primaria y pediatría desde antes de la pandemia. El alto tribunal español ratificó que los derechos de integridad física y salud de los sanitarios habían sido vulnerados por sus condiciones y falta de protección aunque, a su vez, rechazó obligar al Gobierno de Díaz Ayuso a hacer un tipo concreto de evaluación de estos riesgos.

#### Borrasca Filomena
Tras el paso de la borrasca Filomena en enero de 2021, la oposición criticó la actuación del Gobierno regional, al que acusaron de «falta de previsión» ante las incidencias causadas por el temporal, que llegó a dejar en algunos puntos de la región más de medio metro de nieve acumulada, impidiendo la movilidad durante varios días, y causando daños derivados en diferentes infraestructuras.

#### Metro de Madrid
Durante el Gobierno de coalición con Ciudadanos, y con Ángel Garrido como consejero de Transportes, se aprobó la ampliación de la línea 3 hasta conectarla con la estación de metro y cercanías de El Casar, en Getafe. También se aprobó la ampliación de la línea 11 hasta la estación de Conde de Casal, donde se construirá un intercambiador de autobuses, con paradas en las nuevas estaciones de Comillas y Madrid Río, así como en las existentes de Palos de la Frontera y Atocha. La línea 5 se ampliará hasta la estación de Aeropuerto T1-T2-T3 para conectarla con la línea 8.

#### Ruptura del Gobierno de coalición (marzo de 2021)
El 10 de marzo de 2021, tras anunciarse el acuerdo alcanzado por Partido Socialista de la Región de Murcia (PSOE) y Ciudadanos (Cs) para presentar una moción de censura contra el Gobierno liderado por el Partido Popular en la región, Díaz Ayuso anunció la ruptura de su alianza con Cs y la disolución de la Asamblea de Madrid, destituyendo a todos los consejeros de este partido de su gobierno y convocando elecciones anticipadas en la Comunidad de Madrid para el 4 de mayo. Sin embargo, tanto el PSOE como Más Madrid presentaron preventivamente mociones de censura en un intento de frenar la disolución de la cámara, originándose un conflicto jurídico y de interpretación del estatuto que deberá ser resuelto por la justicia. De haberse presentado las mociones de censura con anterioridad, Díaz Ayuso no podría convocar elecciones, y de haber convocado las elecciones con anterioridad, la Asamblea regional estaría oficialmente disuelta. Finalmente, el Tribunal Superior de Justicia de Madrid dictaminó que prevalecía la convocatoria electoral sobre las mociones de censura.

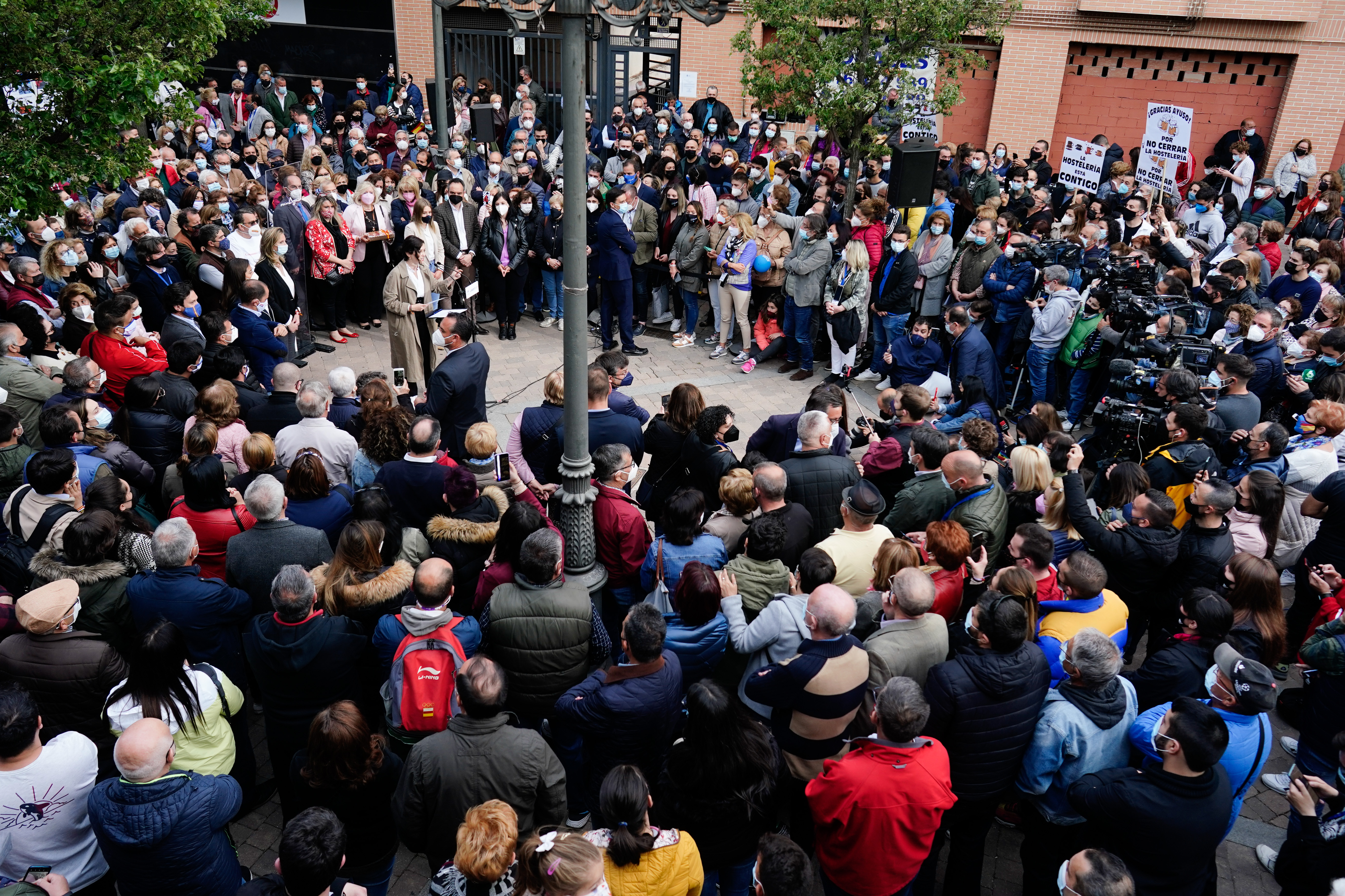
Isabel Díaz Ayuso rodeada de personas en la campaña del 4M

Durante la campaña electoral, los partidos enviaron a los ciudadanos las típicas cartas postales de propaganda electoral explicando las partes destacadas de su programa, con el hecho diferencial de que el Partido Popular de la Comunidad de Madrid se limitó a enviar una carta con la foto de Ayuso, la palabra «libertad» y un papel en blanco, sin ningún tipo de propuestas, justificando que su principal propuesta era la «libertad».
El 4 de mayo de 2021 se celebraron las elecciones a la Asamblea de Madrid, en las que el Partido Popular con Díaz Ayuso de cabeza de lista fue la fuerza política más votada al duplicar el resultado obtenido en las elecciones de 2019 y lograr más diputados que la suma de las tres formaciones de izquierda. En términos absolutos se trata del mayor número de votos de la historia para cualquier candidatura en unas elecciones a la Asamblea de Madrid. En ese contexto, Díaz Ayuso propuso crear una comisión que investigue en el parlamento autonómico el tránsito del aeropuerto de Madrid-Barajas y su relación con la pandemia. Una de sus reivindicaciones en la campaña fue la libertad vinculada a la manera de ser del pueblo madrileño. En su primer discurso público tras la victoria electoral afirmó: «La libertad ha triunfado». La contundente victoria tuvo una gran trascendencia en la prensa internacional, atendiendo a más de una veintena de medios internacionales en los días posteriores a la victoria electoral.

### Segundo Gobierno (2021-2023)
Fue investida de nuevo como presidenta de la Comunidad de Madrid con los votos del PP y Vox el 18 de junio de 2021 y tomó posesión del cargo al día siguiente. Su nuevo gabinete, formado por nueve consejeros (todos del Partido Popular salvo una independiente), inició su labor el 21 de junio.
El 17 de febrero de 2022, admitió que su hermano recibió dinero de la compañía a la que su Gobierno adjudicó un contrato de 1,5 millones de euros durante la pandemia de coronavirus, después de acusar a la dirección nacional del Partido Popular y al líder Pablo Casado de «haberla perseguido de forma cruel» por querer presentarse a liderar el partido a nivel regional, tras conocerse que habría podido ser espiada por gente contratada por el propio Partido Popular. El secretario general del PP, Teodoro García Egea, tildó de «muy graves» las acusaciones y anunció la apertura de un expediente informativo contra la presidenta para «depurar responsabilidades», tras acusar a Ayuso de hacer imputaciones «casi criminales». No obstante, poco después la dirección anunció la retirada del expediente. El enfrentamiento entre Ayuso y Casado precipitó rápidamente la caída de este como líder popular.
Tras la llegada de Alberto Nuñez Feijóo a la presidencia del PP Nacional y el cambio de la Junta Directiva, se convoca rápidamente el XVII Congreso Extraordinario del PPCM. Díaz Ayuso, única candidata a liderar el partido regional es elegida presidenta del Partido Popular de la Comunidad de Madrid el 21 de mayo de 2022 con el voto del 99,12 % de los compromisarios.

#### Oficina del Español
Ayuso creó en junio de 2021 la llamada Oficina del Español, con el objetivo, entre otros, de promocionar la Comunidad de Madrid «como capital europea del español». Desde diversos sectores se criticó que la creación de este ente respondía a la necesidad de colocar al actor y político Toni Cantó en algún puesto de la administración madrileña tras haberse quedado fuera de la Asamblea de Madrid, lo que se consideró como un chiringuito político. A la vez, se eliminaron los comisionados de Bienestar Animal y de Revitalización de los Municipios Rurales. Al cabo de un año al frente de dicha oficina, con un sueldo de unos 75 000 euros anuales, Toni Cantó dejó el puesto creado específicamente para él.

#### Impuestos
En 2021 eliminó todos los impuestos propios que tenía la Comunidad de Madrid, en concreto dos: el tributo sobre la instalación de máquinas recreativas en negocios de hostelería autorizados y el de depósito de residuos. Asimismo, en mayo de 2022 anunció que deflactaría la tarifa autonómica del IRPF para evitar que los madrileños paguen más impuestos.

#### Metro de Madrid
En 2022, con el pretexto del encarecimiento de los precios de la electricidad, eliminó el 10 % de los trenes en circulación del Metro de Madrid. Existió polémica en los medios de comunicación y las redes sociales porque mientras eliminaba impuestos en la Comunidad de Madrid, le pedía ayuda económica al presidente del Gobierno central, Pedro Sánchez, para esto. A partir de septiembre de 2022, y tras el anuncio del Gobierno central de aplicar un 30 % de descuento en los transportes públicos gestionados por comunidades autónomas y ayuntamientos hasta el 31 de diciembre, la Comunidad de Madrid anunció que aplicaría otro 20 % adicional, sumando en total un 50 %, es decir, por ejemplo, un abono de adulto para la zona A del Consorcio de Transportes, que solo incluye el municipio de Madrid y que costaba 54,60 €, se quedaba en 27,30 €, la mitad, y lo mismo con el resto de abonos.

##### Tala de árboles
Las obras para construir la nueva estación de Madrid Río en la prolongación de la línea 11 del Metro de Madrid fueron polémicas porque conllevaban la tala de un número importante de árboles en el parque de Madrid Río y, según distintas asociaciones y los partidos de la oposición, la Comunidad de Madrid podría haber realizado las obras sobre el asfalto del paseo de Yeserías, adyacente al parque, lo que habría evitado la tala, denunciando Rita Maestre, de Más Madrid, que la Comunidad de Madrid las había proyectado en el parque para «evitar que las obras obligasen a cortar el tráfico de un tramo de la calle durante unos meses». Sin embargo, las autoridades argumentaron que la presencia de canalizaciones de agua en esa área impedía dicha ubicación. Posteriormente, se denunció que los planos utilizados para justificar esta decisión podrían haber sido manipulados, ya que discrepaban de los planos originales del Canal de Isabel II.
A pesar de las propuestas vecinales y las denuncias, la Comunidad de Madrid siguió adelante con las obras para realizar la estación debajo del parque, aunque modificó el proyecto para talar 676 árboles, frente a los 1027 que se preveían talar en un principio en toda la obra de prolongación de la línea 11, para lo cual se aumentó el presupuesto del proyecto. Las protestas y las modificaciones al proyecto supusieron un gran retraso en el inicio de las obras, que no comenzaron hasta diciembre de 2023.

#### Sanidad
En junio de 2022, Ayuso anunció que cerraría de forma definitiva 20 de los 37 puntos del Servicio de Urgencias en Atención Primaria (SUAP), cerrados de forma temporal por la pandemia. Los 17 restantes pasarían a llamarse Puntos de Atención Continuada (PACs) y solo 10 de ellos tendrían médicos. Finalmente, tras la polémica, y más de año y medio cerradas desde que comenzó la pandemia de COVID-19 en España, el Gobierno de Ayuso dio comienzo a la restructuración de las urgencias de atención primaria con la apertura de 78 PACs en toda la región. Los primeros días del servicio, el 75 % de los centros estaba cerrado o sin médico y muchos se han mantenido cerrados o como centro de urgencias de enfermería. Como consecuencia del caos en el servicio, dimitió en bloque la dirección de los centros de atención primaria de los municipios del sureste de la Comunidad de Madrid.

#### Telemadrid
En el primer Gobierno del PP de Isabel Díaz Ayuso en coalición con Ciudadanos (CS), se establecía la condición de despolitizar Telemadrid. Ayuso llegó a decir: «Soy la única presidenta que tiene una televisión que le es crítica», asegurando que «los gobiernos liberales no se caracterizan por legislar» y prefieren «desregular aquello que no es necesario». En una entrevista con el Telenoticias en octubre de 2020, al ser preguntada cuántos sanitarios iba a contratar para el nuevo Hospital de Emergencias Enfermera Isabel Zendal y decir que se iba a limitar a trasladar personal de otros hospitales al nuevo, se sintió incomodada y respondió: «son preguntas que no se le hacen a un presidente autonómico normalmente». Tal era el distanciamiento entre la cadena pública y la presidenta que para los actos oficiales del 2 de mayo de 2021, el Día de la Comunidad de Madrid, se contrató a una empresa externa para realizar la retransmisión oficial, en lugar de retransmitirla Telemadrid, como es habitual. Tras romper el pacto de gobierno con Ciudadanos y convocar nuevas elecciones, Ayuso volvió a establecer normas de control en la cadena y destituir a su director.
Algunos medios, redes sociales y la oposición denunciaron que Ayuso se fuese de gira por EE. UU. en varias ocasiones, llevándose a un equipo de profesionales de Telemadrid para seguir sus pasos, con un coste de 2000 € diarios, llamando la atención que en una entrevista que dio, solo aparecían los micrófonos de Telemadrid, Okdiario y la Agencia EFE. Los beneficios de Telemadrid cayeron un 80 % y la audiencia cayó ligeramente.

#### Presupuestos
En sus cuatro años en el poder, el Gobierno de Isabel Díaz Ayuso solo pudo sacar adelante unos presupuestos, los de 2022. En 2023, ante el voto en contra de Vox, se vio obligada a prorrogar los de 2022.

#### Educación
En junio de 2022, Ayuso anunció que concedería becas también a familias con rentas mayores a los 100 000€ para que estas tuvieran la libertad de llevar a sus hijos a colegios privados, lo que generó polémica en los medios de comunicación, las redes sociales y la oposición, acusándola de querer distorsionar la política de becas, realizada para favorecer a las familias con menos recursos y de querer fomentar la educación privada.
El Gobierno de Ayuso apostó en 2023 por la construcción de colegios concertados en lugar de públicos, de esta manera, autorizó al grupo Gredos San Diego Sociedad Cooperativa Madrileña (GSD) a ocupar dos parcelas públicas en el Ensanche de Vallecas y Valdebebas de manera gratuita hasta un máximo de 75 años.

### Tercer Gobierno (2023-act.)

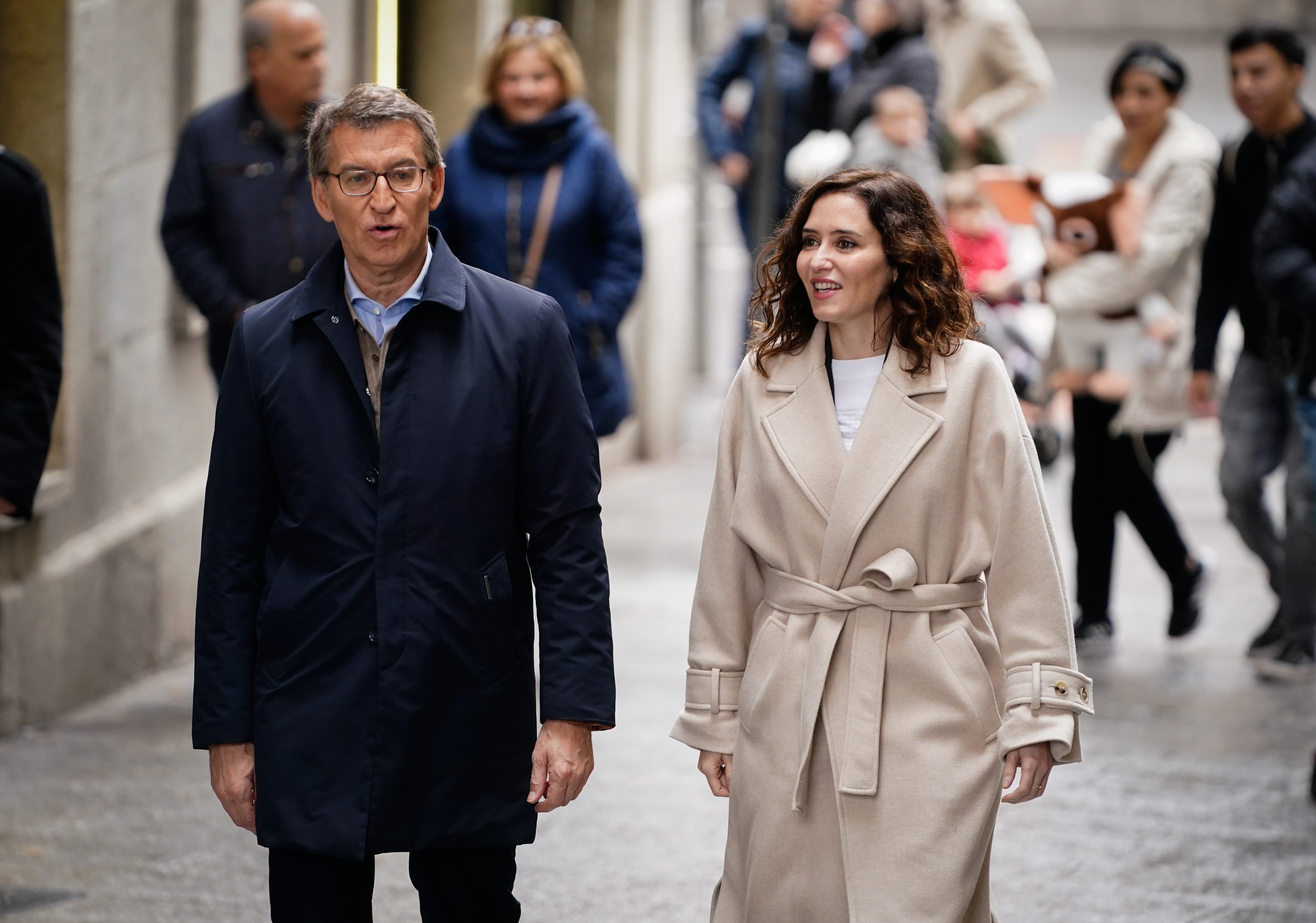
Isabel Díaz Ayuso con Alberto Núñez-Feijoo, presidente del PP, en diciembre de 2022

De cara a unas nuevas elecciones a la Asamblea de Madrid, dentro de las elecciones autonómicas de mayo de 2023, Díaz Ayuso lideró al PP madrileño. Su campaña comenzó en 2022, especialmente destinada a romper los bastiones de la izquierda en la Comunidad.
En dichas elecciones, el PP consigue 70 diputados de los 135 que conforman la Asamblea de Madrid, lo que se traduce en una mayoría absoluta en la Asamblea de Madrid, que se sitúa en 68. La mayoría absoluta le permitirá a Díaz Ayuso establecer un gobierno integrado únicamente por el PP, sin depender de otras fuerzas de la Asamblea como si pasó en 2019 con Ciudadanos y en 2021 con Vox.

#### Nuevo Hospital 12 de Octubre
El nuevo Hospital 12 de Octubre fue inaugurado oficialmente el 14 de diciembre de 2023, en un acto presidido por Isabel Díaz Ayuso. Las obras comenzaron en agosto de 2021 y concluyeron en diciembre de 2023. Fue una obra ejecutada en tiempo récord impulsada para asegurar la financiación procedente de los fondos europeos Next Generation EU, pactados con la Comisión Europea por el Gobierno de España a través del llamado Plan de Recuperación, Transformación y Resiliencia, para la recuperación económica de los 27 tras la pandemia de COVID-19. Fue considerada una de las mayores obras de ingeniería civil en ejecución en España, junto con la reforma del estadio Santiago Bernabéu. En apenas 26 meses se levantó toda la estructura e incluso se incorporaron equipos prefabricados y técnicas innovadoras para acelerar el proceso, algo casi inédito en proyectos de esta magnitud. La obra supuso una inversión pública de más de 320 millones €.

#### Fórmula 1
En enero de 2024, Ayuso anunció que el Gran Premio de España de Fórmula 1 se celebrerá en un circuito semiurbano en Madrid a partir del año 2026, arrebatándole la sede al circuito de Barcelona-Cataluña.
La presidenta indicó que «Madrid tendrá el mejor circuito de Fórmula 1 del mundo», se celebrará desde 2026 hasta 2035 en la zona de IFEMA, y tiene como objetivo posicionar a Madrid como un referente internacional en el mundo del motor, generando un impacto económico de aproximadamente 4500 millones de euros en una década y la creación de 8200 empleos, además de atraer a unos 800 000 turistas.
Asimismo, las autoridades madrileñas señalaron que la celebración del mismo no tendrá coste alguno para las arcas públicas, financiándose gracias a iniciativas privadas, lo que llevó a algunos medios y voces críticas a compararlo con el caso del circuito urbano de Fórmula 1 en Valencia, donde inicialmente se prometió que tendría coste 0 para las arcas públicas y finalmente terminó costando alrededor de 300 millones de euros a los contribuyentes, algo que la Generalidad Valenciana sigue pagando 10 años después.
IFEMA, promotora del evento, ha tenido dificultades para encontrar socios inversores dispuestos a asumir el riesgo financiero, lo que ha llevado a la entidad a cubrir una inversión inicial de 51 millones de euros para adecuar sus instalaciones.

#### Educación
En diciembre de 2024, la ministra de Ciencia, Innovación y Universidades de España, Diana Morant, envió una carta a la presidenta de la Comunidad de Madrid, Isabel Díaz Ayuso, instándola a escuchar a los rectores de las universidades públicas madrileñas, que se quejaban de sufrir una situación económica «crítica» y solicitaban más financiación, criticando que el Gobierno de Ayuso había rechazado la firma del Programa María Goyri, impidiendo la incorporación de más de 1000 jóvenes profesores y una inversión de 169 millones de euros en seis años. La ministra instaba a Ayuso a rectificar su posición y apoyar a las universidades públicas madrileñas. Finalmente, Ayuso aceptó la inversión que sufraga el 60 % de estas plantillas por el Gobierno central durante los primeros seis años y el 40 % restante por la Comunidad de Madrid, haciéndose cargo de estas contrataciones pasado ese sexenio, aportando 17,5 millones anualmente para afrontar esta actuación ya desde el año 2025.

#### Intercambiador de Valdebebas
El Gobierno de la Comunidad de Madrid invirtió 36 millones de euros en la construcción del Intercambiador de Valdebebas, diseñado para mejorar la movilidad en una de las zonas de mayor expansión de la capital. Conecta con la futura ampliación de la línea 11 de metro, las líneas C-1 y C-10 de Cercanías Renfe, los autobuses urbanos 171 y 174, el autobús interurbano 828 y el servicio especial que une el Hospital Isabel Zendal con el Recinto Ferial de IFEMA. Fue inaugurado por Isabel Díaz Ayuso el 17 de diciembre de 2024 y abierto al público el 19 de febrero de 2025.

#### Plan Mueve Madrid
La Comunidad de Madrid lanzó en 2025 el Plan Mueve Madrid, que ofrece incentivos para la renovación de vehículos y el uso de transporte sostenible. Entre las medidas destacadas, se incluye la entrega de un abono transporte gratuito durante tres años para quienes desguacen vehículos sin distintivo ambiental. Además, se otorgan ayudas económicas para la adquisición de vehículos con etiquetas ECO o Cero emisiones, así como subvenciones para la compra de bicicletas eléctricas y otros medios de transporte sostenibles. El objetivo es fomentar la movilidad sostenible y reducir las emisiones contaminantes en la región.

## Posición política
Irrumpió como líder de la candidatura del PP con un discurso duro, próximo al de José María Aznar o Esperanza Aguirre, y declaró estar «al lado de Vox, no enfrente». Con motivo de su triunfo electoral de 2021, el New York Times señaló —en un artículo titulado «Los votantes apoyan a la ‘trumpista’ que mantuvo abierto Madrid»— el giro a la derecha en sus posiciones y su acercamiento a Vox. Por su parte, el diario financiero británico Financial Times destacó a Díaz Ayuso como la «salvadora de la derecha» en España. Politico Europe la situó entre los 28 políticos más influyentes de Europa de cara a 2022, dentro de la categoría «disruptivos». El portal internacional de análisis se ha referido a Díaz Ayuso como «reaccionaria» y ha destacado que utiliza el «tipo de retórica populista desplegado por el expresidente de Estados Unidos Donald Trump». Diversos medios y analistas políticos españoles e internacionales también han definido su estrategia política como «trumpista».
Ayuso apoya las políticas del presidente argentino Javier Milei y le concedió la Medalla Internacional de la Comunidad de Madrid en 2024.

### Política nacional
Ayuso suele abordar frecuentemente temas de política nacional en sus declaraciones públicas, a lo cual, la oposición ha reaccionado diciendo que lo que pretende es ocupar el liderazgo del Partido Popular a las elecciones generales en España, aunque también que pretende desviar la atención sobre su gestión.
En enero de 2022, se observó que Ayuso había ganado considerable apoyo entre los votantes del PP, con un 63 % de ellos prefiriéndola como candidata frente al 28 % que se inclinaba por Pablo Casado. En febrero de ese año, Ayuso acusó a la dirección nacional del PP «haberla perseguido de forma cruel» por querer presentarse a liderar el partido a nivel regional, lo cual acabó degenerando en una importante crisis interna del partido que precipitó rápidamente la caída de Pablo Casado como líder popular. A pesar de las especulaciones, Ayuso ha declarado en varias ocasiones que no está considerando desafiar el liderazgo del partido al candidato nacional a las generales, Pablo Casado primero y Alberto Núñez Feijóo después.
Ayuso critica frecuentemente al Gobierno central. En 2025 cuestionó la gestión de la okupación de viviendas, afirmando que el problema estaba en aumento, a pesar de que los datos oficiales indicaban una disminución del 43 % en las denuncias por okupación en Madrid entre 2023 y 2024. Algunos medios y líderes de la oposición han señalado frecuentemente que sus declaraciones sobre asuntos nacionales podrían tener como objetivo desviar la atención de problemas locales. Su insistencia en el aumento de la okupación ha sido interpretada como una estrategia para desviar la atención de los problemas de acceso a la vivienda en Madrid. Tras conocerse en 2024 la condena por corrupción al expresidente de la Comunidad Valenciana, Eduardo Zaplana, del PP, Ayuso pidió no desviar la atención y hablar de «lo que está sucediendo en la Moncloa».
En noviembre de 2021, criticó al Gobierno de España aseverando que «ETA está más viva que nunca» porque «se sienta en las instituciones», y aseguró que España tiene un Gobierno «sin rumbo» que «está pactando los presupuestos de todos los ciudadanos con ETA», a pesar de que la banda terrorista ETA anunció el «cese definitivo de su actividad armada» el 20 de octubre de 2011 y su desarme «definitivo, unilateral y sin condiciones» se produjo del 8 de abril de 2017. El periodista y víctima de ETA, Gorka Landaburu, calificó las palabras de Ayuso como «miserables» y fruto de una «obsesión enfermiza». El expresidente José Luis Rodríguez Zapatero consideró que tales afirmaciones «banalizan el mal».
La presidenta de la Comunidad de Madrid ha criticado en diversas ocasiones que Pedro Sánchez gobierne sin haber ganado las elecciones de 2023, a pesar de que ella misma asumió la presidencia de la Comunidad de Madrid en 2019 sin ser la candidata más votada. En las elecciones autonómicas de ese año, el PSOE obtuvo más escaños, pero Ayuso logró formar gobierno gracias a un pacto con Ciudadanos y el apoyo externo de Vox. Tanto en su caso como en el de Sánchez, la formación de gobierno se basó en acuerdos parlamentarios, independientemente de quién obtuviera más votos.
Isabel Díaz Ayuso insultó al presidente del Gobierno de España, Pedro Sánchez, durante la sesión de investidura en noviembre de 2023. El incidente ocurrió cuando Sánchez mencionó un supuesto caso de corrupción que afectaba a Ayuso. Aunque en un primer momento su equipo intentó minimizar el hecho diciendo que lo que en realidad había dicho Ayuso era «me gusta la fruta», posteriormente reconocieron que Ayuso había insultado al presidente del Gobierno. El «me gusta la fruta» de Ayuso se convirtió en todo un eslogan y comidilla política, haciéndose incluso camisetas con la frase.
En octubre de 2024, Ayuso se negó a reunirse con el presidente del Gobierno, Pedro Sánchez, en el marco de la habitual ronda de reuniones del presidente con todos los presidentes de comunidades autónomas para hablar de las cuestiones que afectaban a sus respectivas regiones, lo que ocasionó otro choque con la dirección nacional del PP, que consideraba que era un error no acudir a la cita: «La presidenta Ayuso sabe muy bien que su responsabilidad es defender los intereses de los madrileños y practicar una política de Estado, y eso es lo que ha venido haciendo siempre» indicó Alberto Núñez Feijóo, aunque matizó luego que comprendía «sus motivaciones».
A finales de 2024, el Partido Popular de la Comunidad de Madrid impulsó en la Asamblea de Madrid una comisión de investigación sobre el «Caso Begoña Gómez», esposa del presidente del Gobierno de España, Pedro Sánchez, que la oposición criticó que había sido convocada para «generar ruido mediático» y no para esclarecer los hechos. Manuela Bergerot, portavoz de Más Madrid, denunció que se trataba de una «maniobra partidista» en la que los populares habían impuesto un control absoluto sobre los comparecientes y el desarrollo de la investigación. El 13 de noviembre, Begoña Gómez se acogió a su derecho a no declarar y denunció el «objetivo político» de la comisión de investigación. El PP también llamó a Pedro Sánchez a declarar en la comisión, aunque desde el Gobierno central indicaron que el presidente no iría al no estar obligado a ello, que «lo de menos en esa comisión es investigar nada» y que el presidente solo rinde cuentas en las Cortes. El portavoz del PP en la Cámara indicó: «Sabemos que no va a venir, y no nos sorprende». Posteriormente, PP y Vox se pusieron de acuerdo para preguntar al Consejo de Estado si podrían forzar la declaración de Pedro Sánchez en la comisión en calidad de «esposo», en lugar de «presidente».

#### Elecciones autonómicas
En ocasiones, Ayuso se ha desplazado a diferentes comunidades autónomas para hacer campaña por el Partido Popular. Algunas de sus declaraciones fueron criticadas como desconocimiento de la realidad de otras regiones. En Galicia fue criticada al hablar de la «bahía de Vigo», concepto inexistente, en lugar de la «ría de Vigo», que es la realidad geográfica de la zona. También fueron polémicas sus declaraciones al hablar de «la inmensa suerte de pasear entre montes de eucaliptos», puesto que los eucaliptos son considerados especie invasora en Galicia. En sus declaraciones con respecto al País Vasco, se criticó que dijera que «los sucesivos gobiernos vascos» habían «euskaldunizado a la sociedad vasca borrando toda huella de sus raíces», como si la cultura vasca fuera ajena al País Vasco.

### Contaminación y cambio climático
En abril de 2019 reivindicó los atascos nocturnos como una «seña de identidad» de la ciudad de Madrid, lamentando su desaparición con la puesta en funcionamiento de Madrid Central. Más tarde, en una entrevista concedida a El País, aclaró que «...amo la vida nocturna aquí, la he vivido con intensidad. Odio los atascos: los odio. Sólo echo de menos esa vida nocturna y todo el mundo me ha entendido».
Ante un proyecto europeo destinado a reducir más la polución que respiran las personas, la Comunidad de Madrid se ha unido a un grupo de regiones europeas que pretende debilitar esa futura ley. En enero de 2020, Díaz Ayuso aseguró que «nadie ha muerto» y tampoco «se va a morir» por la mala calidad del aire. Sin embargo, según la Agencia Europea del Medio Ambiente, unas 30 000 personas mueren por este motivo al año en España.
Isabel Díaz Ayuso cuestiona el consenso científico sobre el calentamiento global. En 2022 afirmó que ha habido cambio climático «desde que la Tierra existe», y que la izquierda no puede «seguir contra la evidencia científica porque tienen en su cabeza el comunismo».

### Aborto
Sobre el aborto, manifestó lo siguiente: «No sé si es un derecho, hay libertad para hacerlo, pero no es nada para celebrar».
En abril de 2020, cuando era candidata a la presidencia de la Comunidad de Madrid, propuso que los niños concebidos pero no nacidos se contabilizaran como miembros de las unidades familiares a efectos de solicitar ayudas sociales o plazas escolares. No aclaró si se mantendrían esas ayudas en caso de que el bebé no llegase a nacer.

### Cuestiones LGBT
En febrero de 2020, consideró que la ley LGBT de la Comunidad de Madrid aprobada por Cristina Cifuentes era consecuencia de una «progresía tirana» y que «habría que derogar algunos artículos». No obstante, Ayuso votó a favor de la aprobación de esta ley.
En julio de 2022, en referencia a la manifestación y fiesta del Orgullo LGBT, levantaron polémica unas declaraciones suyas en las que indicaba que «Antes se celebraba ese día y ya estamos un mes entero aguantándolo», añadiendo: «Lo único que hacen es secuestrar y generar daños tremendos, que es lo que están haciendo con el Orgullo, que ya no es 'orgullo de', es 'odio contra' lo que hace la izquierda con estas celebraciones. No están orgullosos de nada, porque cuando uno está orgulloso está feliz y quiere que todo el mundo venga y todo el mundo celebre. La izquierda no siente orgullo del Orgullo, siente que es una palanca para promover el odio contra otros».
En junio de 2023, durante su discurso en la primera sesión del debate de investidura en la Asamblea de Madrid, anunció que modificará la ley trans de la Comunidad. Según Ayuso, no supondría un perjuicio para las personas transgénero y transexuales.

### Monarquía
En 2020, Ayuso defendió al rey emérito Juan Carlos I ante las presuntas sospechas de corrupción afirmando «La ley es igual para todos, pero no todos somos iguales ante la ley», diciendo que no es «un ciudadano más», lo que creó polémico pues daba a entender que el rey emérito, por ser rey, debe aplicársele la ley de una forma distinta. En 2022 afirmó que el emérito no tiene que dar explicaciones sobre sus presuntos hechos ilícitos diciendo «¿Explicaciones de qué? La monarquía está por encima del Gobierno».
En 2021, con respecto a los indultos que concedió el Gobierno central de Pedro Sánchez a los líderes del proceso independentista catalán, Ayuso se preguntó «¿Qué va a hacer el rey? ¿Va a firmar esos indultos? ¿Le van a hacer cómplice de eso?», dando a entender que el rey podría negarse a firmarlos. El líder del partido, Pablo Casado, corrigió las declaraciones y la propia Ayuso declaró después que el rey no era «cómplice de nada».
En febrero de 2025, Ayuso presentó a Victoria Federica de Marichalar y Borbón, nieta del rey Juan Carlos I, como protagonista del cartel de la taurina Feria de San Isidro asegurando de su abuelo, exiliado en Abu Dabi por sospechas de corrupción, que «se le echa mucho de menos»: «En Madrid se le quiere mucho».

### Feminismo
Durante un acto oficial de la Comunidad de Madrid con motivo del Día Internacional de la Mujer denunció que la «revolución feminista» había sustituido al «feminismo original» y se preguntó de forma irónica cuándo es el Día del Hombre para hablar de que la tasa de abandono escolar, suicidio y asesinatos es mayor entre los hombres, de que conforman el 79 % de las víctimas de accidentes de tráfico en 2023 o el 97 % de los soldados víctimas de las guerras, para señalar que lo importante no es igualarse todos en las estadísticas sino trabajar para que «haya menos hombres y menos mujeres que sean víctimas».

## Polémicas

### Amistades
El 11 de mayo de 2020, la revista Vanity Fair reveló que la presidenta se alojaba desde el inicio del Estado de alarma en España en 2020 en la suite Royal y un apartamento de lujo de la cadena hotelera Room Mate, propiedad del empresario Kike Sarasola. La noticia causó revuelo y la oposición pidió explicaciones para saber si la Comunidad de Madrid iba a asumir el coste del alojamiento o si se trataba de un regalo. El dueño del hotel aclaró que Díaz Ayuso iba a pagar 80 euros diarios, un precio reducido acordado por tratarse de una estancia de larga duración. La Comunidad de Madrid borró entonces de su portal de contrataciones un contrato con esa misma cadena hotelera, aduciendo que lo habían colgado en su web por error, dado que la cadena había ofrecido seis de sus hoteles para ayudar en la pandemia de manera gratuita. Ayuso mostró en 2024, con una comisión de investigación abierta, las facturas correspondientes a su estancia por 69 días en los dos apartamentos de lujo de la empresa de Sarasola junto con el justificante de la transferencia lo que chocaba con las declaraciones del empresario en el Congreso en las que afirmó que no existía «ningún contrato de alquiler o de cesión» y que en los estados contables «tampoco consta ningún pago como contraprestación».
Es bien conocida su amistad con Nacho Cano, con el que incluso se ha ido de vacaciones y existe polémica sobre el trato de favor que recibe de las administraciones madrileñas por su relación con la presidenta. En 2020 se le contrató para realizar una performance durante las campanadas de año nuevo de 2020 en la Puerta del Sol. En primavera de 2021, la Comunidad de Madrid le condecoró con la Gran Cruz de la Orden del Dos de Mayo. En verano de 2021 se anunció que el Ayuntamiento de Madrid le iba a ceder al compositor un solar de propiedad pública para construir una pirámide azteca desmontable para albergar su nuevo espectáculo musical Malinche. Finalmente, tras la polémica, el cantautor decidió finalmente realizar el espectáculo en Ifema con una instalación más austera para su obra, por la que después fue detenido al contratar presuntamente inmigrantes ilegales, acusado de un delito contra los derechos de la población inmigrante y contra los derechos de los trabajadores, algo que el compositor denunció: «Es por apoyar a Ayuso. Solo quedaba yo».

### Nombramiento como alumna ilustre de la Complutense
En enero de 2023 fue nombrada alumna ilustre de la Universidad Complutense de Madrid, lo que desató una crisis dentro de la propia universidad y la dimisión de algunos altos cargos. Parte de la comunidad educativa expresó su rechazo a la concesión del reconocimiento a Ayuso, así como quejas acerca de la motivación del mismo. De los ocho galardonados en ese día, Ayuso fue la única que no recibió el aval de la Junta de la Facultad de Ciencias de Información. En el acto de entrega de premios, que contó con un importante despliegue policial para evitar incidentes, la alumna con el mejor expediente en Comunicación Audiovisual del curso pasado cargó contra el nombramiento de la presidenta.

### Plaza de funcionaria de su cuñada
En agosto de 2023 la cuñada de Ayuso logró una plaza para un puesto de funcionaria (Técnico Medio de Gestión), en el Ayuntamiento de Villanueva de la Cañada en el que el plazo de presentación de méritos fue solo de cinco días y solo ella se presentó.

### Fraude fiscal, comisiones y obras ilegales de su pareja Alberto González Amador
Alberto González Amador, pareja de Isabel Díaz Ayuso desde 2021, ha sido acusado de defraudar a Hacienda 350 951 euros entre 2020 y 2021 mediante un esquema de facturas falsas y empresas pantalla, según una denuncia presentada por la Fiscalía Provincial de Madrid. La investigación reveló dos delitos de fraude fiscal y uno de falsedad documental atribuidos a González Amador, quien habría utilizado estas tácticas para evitar el pago de impuestos sobre sus millonarios negocios durante la pandemia. Las empresas de su propiedad, Maxwell Cremona Ingeniería y Procesos para el Fomento del Medioambiente, y Masterman & Whitaker Medical Supplies and Health Process Engineering, habrían presentado 15 facturas falsas por unos gastos ficticios de 3,7 millones de euros, desgravando así ingresos que nunca se generaron y evadiendo cerca de 350 000 euros en impuestos durante dos años consecutivos. Finalmente fue llevado a juicio como investigado por dos delitos fiscales y otro de falsedad documental.
El 25 de junio de 2024, cuando acudió a declarar a juicio y tenía acordado una pena de 8 meses de cárcel y pagar 491 000 euros por los «delitos penados en el artículo 305.1 del Código Penal y el artículo 392.1 en relación con el artículo 390 del Código Penal», la jueza paró dicho pacto para estudiar 4 nuevos delitos: Uno contable, otro de administración desleal, otro de corrupción en los negocios y finalmente ampliar los ya cometidos delito fiscal y la falsedad documental.
El 10 de enero de 2025, la Fiscalía pidió investigar a González Amador por presunta corrupción en los negocios debido a un posible soborno a Fernando Camino Maculet, directivo del Grupo Hospitalario Quirón, pues decía ver indicios de que la pareja de Ayuso habría pagado de forma encubierta una comisión de 500 000 euros a la esposa de éste.
Además su pareja realizó obras ilegales en la vivienda de ambos que acabaron inundando parte del edificio donde fueron realizadas. El 23 de octubre de 2024 se hizo público que su pareja había intentado desgravarse, entre otros gastos personales, el alquiler de dos vehículos mientras se encontraban ambos de vacaciones en 2021, mientras que la Comunidad de Madrid reservó la sala de autoridades del aeropuerto de Barajas para realizar esos dos viajes.
En febrero de 2025, en una visita al Juzgado, González Amador se golpeó contra una cámara de televisión. La presidenta de la Comunidad de Madrid afirmó que su pareja «fue agredido por un cámara». Ayuso criticó la falta de un «dispositivo mínimo de seguridad» por parte de la Delegación del Gobierno, lo que, según ella, permitió que ocurriera la «agresión». Sin embargo, las imágenes del incidente muestran que el cámara tropezó accidentalmente con una farola mientras caminaba hacia atrás, lo que provocó el choque con González Amador.

### Sanidad y las 7291 muertes en residencias

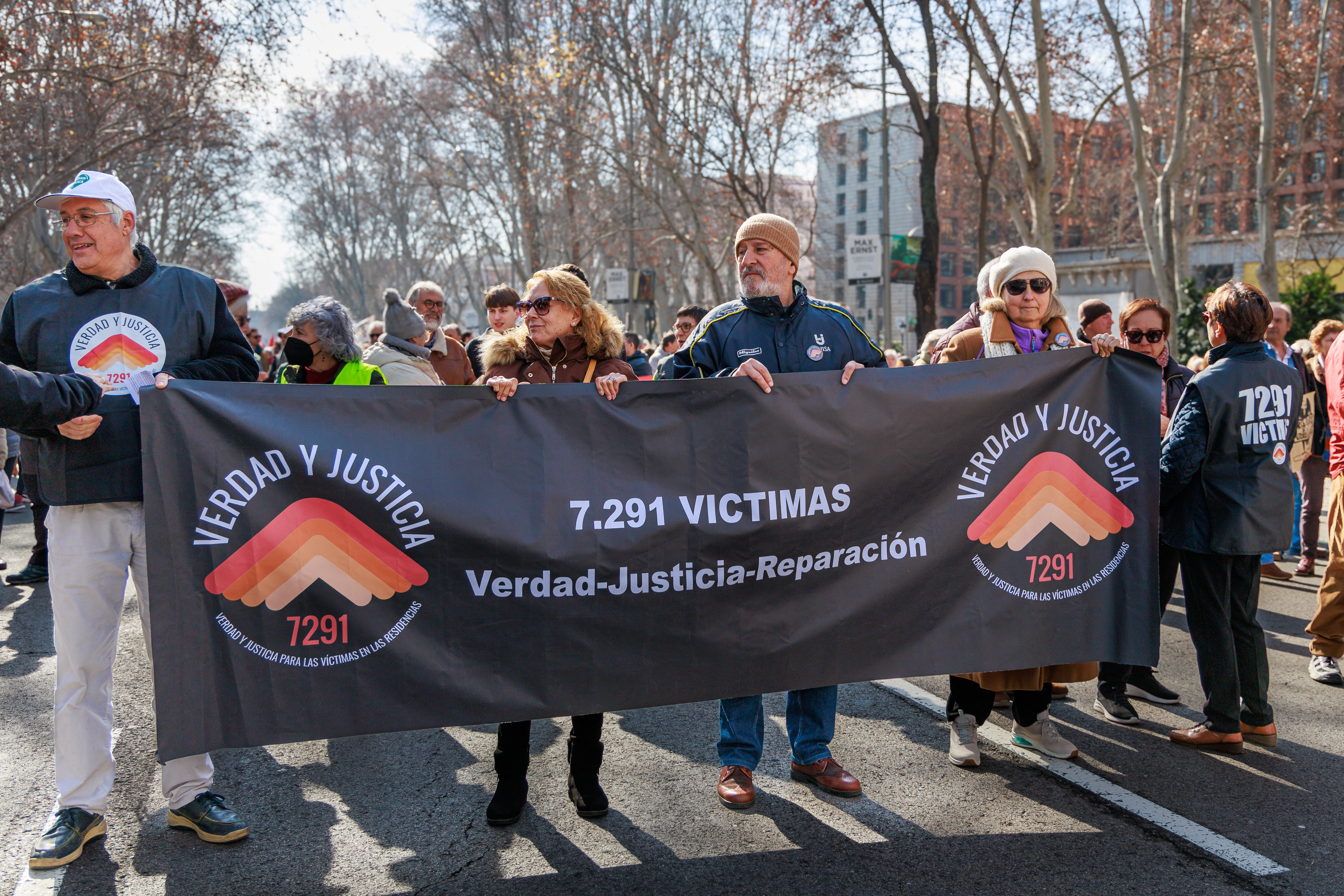
Manifestantes pidiendo justificia para las 7291 personas que murieron en las residencias de la Comunidad de Madrid sin recibir asistencia durante la pandemia

En mayo de 2020, en pleno confinamiento por la pandemia de COVID-19 en España, Ayuso se aventuró a asegurar: «Tengo claro que se llama Covid-19 porque es 'coronavirus diciembre de 2019'» para denunciar que el Gobierno central había actuado tarde ante la propagación del virus, cuando en realidad, las siglas COVID-19 significan coronavirus disease 2019, es decir, «enfermedad por coronavirus de 2019».
En diciembre de 2021, tras anunciar una investigación sobre las dificultades a las que se había enfrentado el servicio de atención primaria durante la sexta ola de la pandemia de COVID-19, suscitó polémica al decir que: «cada vez se ve de manera más recurrente como en algunos centros de salud, no en todos, ya empieza a haber mucha tensión [porque] utilizan los espacios de todos para colgar sus pancartas. No todos quieren trabajar y arrimar el hombro», «En algunos centros de salud no cogen los teléfonos, se cuelgan, de repente no hay médicos...».
Su Gobierno aprobó un documento en marzo de 2020 en el que se fijaron los «criterios de exclusión» que negaban la derivación a hospitales de las personas mayores enfermas que vivían en residencias de la Comunidad de Madrid. Esto fue tildado por la oposición como «los protocolos de la vergüenza» y denunciado por el consejero de Política Social de su Gobierno, Alberto Reyero, de Ciudadanos, que presentó su dimisión a causa de este documento. Se ha cifrado en 7291 las personas que murieron durante los peores meses de la pandemia, marzo y abril de 2020, sin recibir atención hospitalaria.
En 2024, el Gobierno de Ayuso intentó paralizar en tribunales la salida a la luz de las actas policiales en las residencias de ancianos durante la pandemia. Resultó polémico que Ayuso justificó ante los medios no derivar a los ancianos a hospitales diciendo que «se iban a morir igual».
En febrero de 2025, fueron polémicas las declaraciones de Miguel Ángel Rodríguez, jefe de gabinete de Ayuso, indicando ante el testimonio de la hija de una fallecida en las residencias: «si estos testimonios nos dan su nombre, comprobaremos si es verdad y cuántas veces al año visitaban a sus familiares. No vaya a ser que es mentira», «bien: ya tengo comprobado que la primera señora que sale en #lodesimon no tenía a su madre en ninguna residencia de la Comunidad de Madrid. Vamos a ver el resto». Finalmente tuvo que admitir que la señora a la que hacía referencia sí había tenido a su madre en una residente de la Comunidad. Las asociaciones «Marea de Residencias» y «7291: Verdad y Justicia», que han coordinado la presentación de una denuncia colectiva ante la Fiscalía por «la discriminación sufrida por personas que vivían en las residencias de Madrid durante la primera ola de la pandemia», pidieron su dimisión por «atacar a los familiares de las víctimas de las residencias».
La oposición ha criticado frecuentemente que la Comunidad de Madrid, bajo la presidencia de Isabel Díaz Ayuso, es la que menor presupuesto por habitante dedica a la financiación de la sanidad pública en España. Según datos de diciembre de 2024, la inversión sanitaria per cápita en Madrid para 2025 se proyecta en 1482 euros, muy por debajo de la media nacional de 1944 euros. Esta tendencia ha sido consistente en los últimos años, con Madrid ocupando el último lugar en inversión sanitaria per cápita desde 2021, año en el que solo la superó Andalucía. A pesar de que el presupuesto total para sanidad en 2025 se incrementa a 10 459 millones de euros, la asignación por habitante sigue siendo insuficiente en comparación con otras comunidades autónomas como Asturias, que invierte 2422 euros por habitante.
Desde la pandemia de COVID-19 en España, el número de citas médicas pendientes en la sanidad pública de la Comunidad de Madrid no ha dejado de crecer, alcanzando en agosto de 2024 un nuevo récord de más de un millón (1 029 742), según datos oficiales de la Consejería de Sanidad. Esta cifra supera el anterior máximo registrado en mayo del mismo año y refleja un deterioro sostenido desde febrero de 2020, cuando había 683 878 citas en espera. El número total de citas médicas en espera en Madrid se calcula sumando tres tipos de listas: 743 777 personas esperando consultas externas, 188 912 para pruebas diagnósticas y 97 053 para operaciones quirúrgicas. A pesar del tiempo transcurrido desde la pandemia, la Comunidad de Madrid no ha conseguido revertir esta tendencia al alza, lo que evidencia una sobrecarga persistente del sistema sanitario y plantea dudas sobre la eficacia de la gestión del Gobierno regional en este ámbito. La Comunidad de Madrid justifica el alto número de citas médicas en espera argumentando que se debe al aumento de la actividad sanitaria y al crecimiento de la población, que ya se acerca a los siete millones de habitantes. Además, los responsables autonómicos insisten en que lo más relevante no es la cantidad de citas pendientes, sino los tiempos de espera, indicando que Madrid es una de las comunidades con menor demora media para ser operado. Mientras que la media nacional es de 128 días, en agosto de 2024 la demora media en Madrid se sitúa en 65,2 días. Los críticos responden que antes de llegar a esa lista de operaciones, los pacientes deben pasar por una consulta con el especialista, y es ahí donde Madrid presenta uno de los mayores atascos de España, lo que retrasa significativamente el inicio real del proceso asistencial. Más Madrid acusa habitualmente al Gobierno regional de no tener intención real de reducir las listas de espera, ya que esta situación beneficia económicamente a los hospitales públicos de gestión privada, especialmente al Grupo Hospitalario Quirón. Estos centros obtienen ingresos por cada paciente derivado desde los hospitales públicos saturados, lo que convierte el colapso del sistema en un negocio millonario para estas entidades privadas. Desde 2015, la sanidad pública madrileña ha perdido cerca de 1000 camas hospitalarias, una reducción que equivale, en términos de capacidad, a la desaparición completa del Hospital Universitario La Paz, uno de los más grandes de la región. Esta pérdida de camas refleja un debilitamiento significativo de los recursos disponibles en la red hospitalaria pública.

### Política impositiva y acusaciones dedumping fiscal
Isabel Díaz Ayuso ha sido criticada por solicitar más recursos para la Comunidad de Madrid mientras implementa políticas de reducción o eliminación de impuestos que reducen los ingresos autonómicos. En 2021 los dos únicos impuestos propios que tenía la Comunidad de Madrid. Desde algunos sectores, se ha criticado que las políticas fiscales neoliberales de Ayuso, como la supresión del impuesto de Patrimonio, han beneficiado a las grandes fortunas y han resultado en una pérdida significativa de recursos para la Comunidad, estimada en 65 000 millones de euros en los últimos 20 años. A pesar de esta disminución en los recursos propios, Ayuso ha reclamado más financiación del Gobierno central.
En ocasiones se ha criticado su gestión impositiva como dumping fiscal, con relación a que la práctica de reducir impuestos de manera significativa para atraer a contribuyentes de otras regiones, puede generar competencia desleal y afectar la financiación de los servicios públicos en otras comunidades autónomas. En noviembre de 2021, el presidente del Gobierno Vasco, Íñigo Urkullu, calificó la política del Gobierno de la Comunidad de Madrid como dumping fiscal y cuestionó si una comunidad puede tener una política fiscal como la de Madrid «y luego exigir al Gobierno de España una compensación por un menor ingreso por recaudación», a lo que Ayuso respondió: «Nos miran con envidia y nos critican con agravio». En octubre de 2023, Ayuso calificó de «catetada» las críticas del presidente del Gobierno de España, Pedro Sánchez, sobre el dumping fiscal en Madrid, y defendió la autonomía fiscal de la Comunidad de Madrid. En diciembre de 2024, Ayuso criticó la posible condonación de deuda a otras comunidades autónomas, calificándola de «injusta», a la vez que defendió que las medidas fiscales no deberían ser homogéneas para todas las regiones.
Durante un debate electoral en mayo de 2023, la candidata de Más Madrid, Mónica García, denunció que la política fiscal de Ayuso solo beneficia a quienes poseen más de un millón de euros.

### Inauguración de la ampliación de la línea 3 de Metro de Madrid
Para el 21 de abril de 2025, la Comunidad de Madrid había anunciado un acto de inauguración de la ampliación de la línea 3 de Metro de Madrid hasta El Casar a las 11:30, con la presidenta Isabel Díaz Ayuso, fijando la entrada en servicio de la ampliación a las 14:00. Sin embargo, después anunciaba la cancelación del acto de inauguración y fijaba la entrada en servicio de la ampliación a las 6:05 de la mañana, horario de apertura habitual del Metro. El ministro de Transportes y Movilidad Sostenible, Óscar Puente, denunciaba en un vídeo en X que si Díaz Ayuso había cancelado el acto era porque el ministro había mostrado su intención en acudir e indicaba que «es el Gobierno de España el que financia íntegramente la ampliación de la línea», si bien, unas horas antes, precisaba en un hilo en la misma red social que lo hacía a través de «los fondos de recuperación que Pedro Sánchez peleó en Europa y que el PP y ella misma intentó boicotear». Desde la Comunidad de Madrid argumentaron que «el único que busca salir en la foto es Puente», que el ministro se «autoinvitó» y que era falso que la financiación «íntegra» de la obra fuese del Ministerio, puesto que procedía de los fondos europeos: «se cree que los fondos europeos son suyos»: «buscan la polémica y el foco con cualquier cosa» e indicaban que Ayuso no fue a inaugurar la ampliación porque también iba a acudir a un acto en la plaza de Colón para visitar una maqueta de los nuevos trenes de Metro para la automatización de la línea 6, por lo que consideraban que acudir a dos actos en el mismo día resultarían «redundantes» y desde Colón Ayuso dedicó unas palabras a la ampliación de la línea 3.

### Apoyo a Israel
Isabel Díaz Ayuso se ha mostrado, en varias ocasiones, a favor de Israel en su ofensiva contra Gaza desde 2023. En el contexto del Festival de la Canción de Eurovisión 2025, del que numerosas organizaciones y colectivos, como RTVE, pidieron la retirada de Israel del concurso por haber matado a más de 50 000 personas en Gaza, incluidos 17 492 niños y 11 088 mujeres, igual que se retiró a Rusia del concurso por la invasión rusa a Ucrania, Isabel Díaz Ayuso publicó un tweet de apoyo a Israel: «Ya nos gustaría ver a los del numerito de #EurovisionRTVE con Israel decir algo del terrorismo, o de la ejecución o encarcelación a homosexuales en países musulmanes. RTVE en esta gala es, de lejos, la más secuestrada por la politización bochornosa de todo lo público en manos de su gobierno. Síntoma de debilidad y decadencia, de régimen. Dicho esto… ¡felicidades, @soyyomelody!».
En esa misma semana, en la que el presidente de Israel, Benjamín Netanyahu, con una orden de detención de la Corte Penal Internacional por crímenes de guerra y crímenes contra la humanidad, reconoció haber facilitado la financiación a la organización terrorista Hamás para desestabilizar Gaza y exigió llevar a cabo el Plan Trump para poner fin al conflicto, desplazando de forma forzosa a los gazatíes a otros territorios, lo que ha sido denunciado por diversas organizaciones como limpieza étnica, Isabel Díaz Ayuso, ante las acusaciones de la oposición por «complicidad» con el «genocidio» en Gaza, declaró en la Asamblea de Madrid: «El genocidio es el exterminio o eliminación sistemática de un grupo humano por motivos de raza, etnia, religión, política o nacionalidad. Y aquí los únicos que han hablado de genocidio son ustedes y su jefa, cuando llamó a exterminar a Israel desde el río hasta el mar. Eso sí, luego se puso la toquilla, la rebequilla y se fue a hacerse selfies al Vaticano [...] Y qué hacen las autoridades palestinas por proteger a su gente? Ni agua, ni educación: túneles para bombardear sistemáticamente a Israel [...] Pero resulta que cuando luego hay otros genocidios [...] como pasa en África -solo en Nigeria, 10 000 asesinatos entre el 2022 y 2024-, calladitos, pero selfies en el Vaticano, claro que sí [...] O tantas delegaciones que no pueden participar en los Juegos Olímpicos por ser mujeres. A las mujeres en muchos países se nos niega participar en las Olimpiadas. ¿Han dicho algo? ¿Lo han intentado boicotear ustedes en algún momento? Claro que no, porque su problema es el de siempre: antisemitismo».

### Uso personal de un chalé de la Comunidad de Madrid
En julio de 2025, resultó polémica su estancia privada del fin de semana del 12 y 13 de julio de 2025 en un chalé propiedad de la Comunidad de Madrid, ubicado en Rascafría, en plena sierra de Guadarrama, que forma parte de una finca de 453 hectáreas adquirida en 2023 por unos 4,3 millones de euros para ampliar el parque nacional de la Sierra de Guadarrama, en el contexto en que ella misma había criticado el uso de viviendas del Estado por parte del presidente Pedro Sánchez para su descanso. Ayuso se defendió diciendo que llevó su propia comida, cenó en un restaurante local, compró en un supermercado Covirán del pueblo y que no supuso coste económico ni humano para la Comunidad. El PP calificó el chalé de «muy austero», aunque diversos medios se hicieron eco de un vídeo publicado por una inmobiliaria sobre el inmueble, con suite, dos plantas y piscina, mostrando características más cercanas al lujo que a la modestia. Asimismo, Ayuso calificó las críticas de «ataque personal», propio de «una dictadura comunista».